# Crepidochares aridula
Crepidochares aridula är en fjärilsart som beskrevs av Davis 1990. Crepidochares aridula ingår i släktet Crepidochares och familjen Eriocottidae. Inga underarter finns listade i Catalogue of Life.